# Macromeracis viridiventris
Macromeracis viridiventris är en tvåvingeart som först beskrevs av Philippi 1865.  Macromeracis viridiventris ingår i släktet Macromeracis och familjen vapenflugor. Inga underarter finns listade i Catalogue of Life.